# Plagusiidae
I Plagusidi  (Plagusiidae Dana, 1851) sono una famiglia di granchi della superfamiglia Grapsoidea.

## Tassonomia
In passato i Plagusidi erano considerati una sottofamiglia dei Grapsidi. La sottofamiglia comprendeva solo due generi: Plagusia Dana, 1851 e Percnon Gistel, 1848. In epoca relativamente recente analisi cladistiche hanno consentito di elevarli al rango di famiglia a sé stante, con la successiva inclusione dei generi Euchirograpsus e Miersiograpsus, in precedenza attribuiti rispettivamente alle sottofamiglie Varuninae e Grapsinae. La famiglia si è infine recentemente arricchita di un nuovo genere, il genere Davusia, che comprende un'unica specie, D. glabra, in precedenza attribuita al genere Plagusia.
Pertanto i generi attribuiti alla famiglia Plagusidae sono i seguenti:
- Davusia Guinot, 2007
- Euchirograpsus H. Milne Edwards, 1853
- Guinusia Schubart & Cuesta, 2010
- Miersiograpsus Türkay, 1978
- Plagusia Latreille, 1804